# Ratão-águia
O ratão-águia (nome científico: Myliobatis aquila, antiga nomenclatura: Raja aquila) é uma raia comum que aparece geralmente em fundos arenosos e nadando a meia água. Alimenta-se de moluscos, crustáceos e cefalópodes, que escava na areia. Reprodução ovovípara, cuja gestação dura 6 a 8 meses e da qual nascem 3 a 7 descendentes. O registo publicado de maior peso é de 14,5 kg.
Tem um disco com uma largura de cerca de 90 cm de diâmetro